# El Frijolar, Sinaloa
El Frijolar är en ort i Mexiko.   Den ligger i kommunen Badiraguato och delstaten Sinaloa, i den västra delen av landet, 1 100 km nordväst om huvudstaden Mexico City. El Frijolar ligger 1 625 meter över havet och antalet invånare är 121.
Terrängen runt El Frijolar är huvudsakligen kuperad, men norrut är den bergig. El Frijolar ligger uppe på en höjd. Runt El Frijolar är det mycket glesbefolkat, med 6 invånare per kvadratkilometer. Närmaste större samhälle är San Javier de Abajo, 8,5 km väster om El Frijolar. I omgivningarna runt El Frijolar växer huvudsakligen savannskog.